# Monumento a José Rizal
El Monumento a José Rizal es un monumento conmemorativo en el Parque Rizal en Manila, Filipinas, construido para recordar al nacionalista filipino José Rizal. El mausoleo consta de una escultura de pie de bronce del mártir, con un obelisco como su telón de fondo, situado en un pedestal sobre el que están enterrados sus restos. Una placa en el frente del pedestal dice: "A la memoria de José Rizal, patriota y mártir, ejecutado en el campo de Bagumbayan Campo el 30 de diciembre de 1896, este monumento se lo dedica el pueblo de las Islas Filipinas".
En el perímetro del monumento se encuentran unos soldados que siguen un ritual de vigilancia y son conocidos como Kabalyeros de Rizal (Caballeros de Rizal). A alrededor de 100 m (330 pies) al oeste del monumento esta el lugar exacto donde fue ejecutado Rizal.